# Phyllophora similis
Phyllophora similis är en insektsart som beskrevs av De Jong, C. 1972. Phyllophora similis ingår i släktet Phyllophora och familjen vårtbitare. Inga underarter finns listade i Catalogue of Life.